# 芝麻灣半島

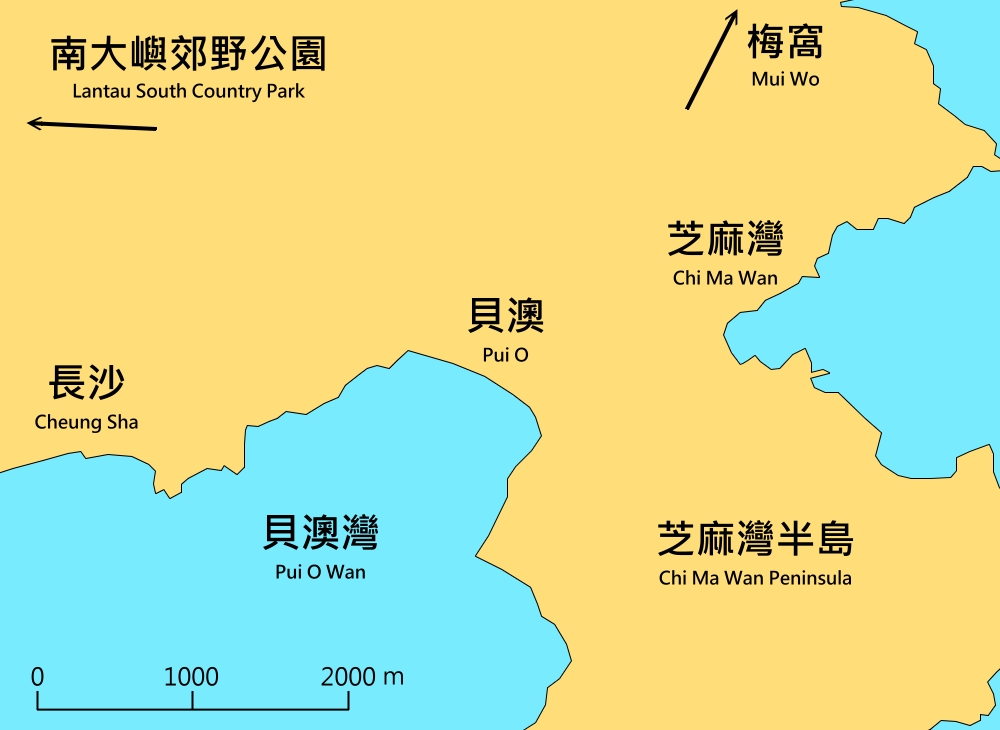
地圖

芝麻灣半島（英語：Chi Ma Wan Peninsula）是香港新界大嶼山東南部的一個半島，因半島上東北部的芝麻石林及因此命名的芝麻灣而得名。芝麻灣半島的主體為老人山，東南部為北長洲海峽，並與長洲隔海相對，西北面則為貝澳。整個半島的大部份範圍屬於南大嶼郊野公園，而香港最長的郊遊徑（芝麻灣郊遊徑）則穿梭其中。

## 主要地點
- 芝麻灣
  - 芝麻灣懲教所
  - 十塱
  - 十塱水塘
  - 基督教正生書院
- 大浪灣
- 二浪灣
  - 澄碧邨
- 望東灣
  - 賽馬會望東灣旅舍

## 外部參考
- 芝麻灣半島地圖